# Peucedanum wildemanianum
Peucedanum wildemanianum är en flockblommig växtart som beskrevs av C.Norman. Peucedanum wildemanianum ingår i släktet siljor, och familjen flockblommiga växter. Inga underarter finns listade i Catalogue of Life.